# 津留正明
津留 正明（つる まさあき、1968年 - ）は、TBSテレビ編成局コンテンツ戦略部部次長。
福岡県久留米市出身。福岡県立明善高等学校、大阪大学を卒業後、1992年TBSに入社。2005年春から制作局制作一部に所属。2014年より現職。

## 担当番組

### ドラマ

#### プロデュース
- ROOKIES
- JIN-仁-
- タイヨウのうた
- パパとムスメの7日間
- LADY〜最後の犯罪プロファイル〜

#### 演出補
- ずっとあなたが好きだった
- 説得　エホバの証人と輸血拒否事件
- 丘の上の向日葵
- RUN

### バラエティ
- ウンナンのホントコ!
- うたばん
- COUNT DOWN TV - 2006年9月9日放送分で「タイヨウのうた」（Kaoru Amane）のディレクターを久しぶりに務めた。
- ガチンコ!
- 学校へ行こう!
- しあわせ家族計画